# Rhizoecus
Rhizoecus är ett släkte av insekter som beskrevs av Künckel d'herculais 1878. Rhizoecus ingår i familjen ullsköldlöss.

## Dottertaxa tillRhizoecus, i alfabetisk ordning[1][2]
- Rhizoecus advenoides
- Rhizoecus albidus
- Rhizoecus albus
- Rhizoecus aloes
- Rhizoecus americanus
- Rhizoecus amorphophalli
- Rhizoecus andensis
- Rhizoecus angustus
- Rhizoecus apizacos
- Rhizoecus arabicus
- Rhizoecus associatus
- Rhizoecus atlanticus
- Rhizoecus bacorum
- Rhizoecus bicirculus
- Rhizoecus bituberculatus
- Rhizoecus boharti
- Rhizoecus brevipes
- Rhizoecus brevirostris
- Rhizoecus brussieui
- Rhizoecus cacticans
- Rhizoecus caesii
- Rhizoecus caladii
- Rhizoecus californicus
- Rhizoecus campestris
- Rhizoecus carolinensis
- Rhizoecus chilensis
- Rhizoecus cobelopus
- Rhizoecus cocois
- Rhizoecus coffeae
- Rhizoecus colombiensis
- Rhizoecus compotor
- Rhizoecus cynodontis
- Rhizoecus cyperalis
- Rhizoecus deboerae
- Rhizoecus demerarae
- Rhizoecus desertus
- Rhizoecus dianthi
- Rhizoecus disjunctus
- Rhizoecus distinctus
- Rhizoecus divaricatus
- Rhizoecus elongatus
- Rhizoecus eloti
- Rhizoecus epicopus
- Rhizoecus falcifer
- Rhizoecus favacirculus
- Rhizoecus floridanus
- Rhizoecus franconiae
- Rhizoecus geniculatus
- Rhizoecus gentianae
- Rhizoecus globoculus
- Rhizoecus globosus
- Rhizoecus gracilis
- Rhizoecus graminicola
- Rhizoecus graminis
- Rhizoecus halophilus
- Rhizoecus hawaiiensis
- Rhizoecus helanensis
- Rhizoecus hibisci
- Rhizoecus immsi
- Rhizoecus inconspicuus
- Rhizoecus incrassatus
- Rhizoecus insularis
- Rhizoecus kazachstanus
- Rhizoecus kelloggi
- Rhizoecus keysensis
- Rhizoecus kondonis
- Rhizoecus ladoniae
- Rhizoecus latus
- Rhizoecus lelloi
- Rhizoecus leucosomus
- Rhizoecus macgregori
- Rhizoecus madecassus
- Rhizoecus maritimus
- Rhizoecus mayanus
- Rhizoecus mediatlanticus
- Rhizoecus menkei
- Rhizoecus mexicanus
- Rhizoecus nakaharai
- Rhizoecus nemoralis
- Rhizoecus neomexicanus
- Rhizoecus neostangei
- Rhizoecus nitidalis
- Rhizoecus oliveri
- Rhizoecus olmuensis
- Rhizoecus ornatoides
- Rhizoecus ornatus
- Rhizoecus ovatus
- Rhizoecus ovoides
- Rhizoecus palestineae
- Rhizoecus pallidus
- Rhizoecus parvus
- Rhizoecus pauciporus
- Rhizoecus periolanus
- Rhizoecus petiti
- Rhizoecus poensis
- Rhizoecus poltavae
- Rhizoecus polyporus
- Rhizoecus pratensis
- Rhizoecus pseudocacticans
- Rhizoecus puhiensis
- Rhizoecus relativus
- Rhizoecus rumicis
- Rhizoecus saintpauliae
- Rhizoecus sasae
- Rhizoecus setosus
- Rhizoecus simplex
- Rhizoecus solani
- Rhizoecus sonomae
- Rhizoecus spelaea
- Rhizoecus sphagni
- Rhizoecus spicatus
- Rhizoecus spinipes
- Rhizoecus stangei
- Rhizoecus subcyperalis
- Rhizoecus targionii
- Rhizoecus theae
- Rhizoecus theobromae
- Rhizoecus totonicapanus
- Rhizoecus tritici
- Rhizoecus tropicalis
- Rhizoecus variabilis
- Rhizoecus vidanoi
- Rhizoecus vitis